# The Teddy Bears
The Teddy Bears war eine US-amerikanische Pop-Band, die im Jahre 1958 vom US-amerikanischen Musikproduzenten Phil Spector gegründet wurde. Dieser wirkte bei der Gruppe als Gitarrist und Background-Sänger mit. Weitere Mitglieder waren Annette Kleinbard und Marshall Leib.

## Geschichte
Nachdem Spector seinen Highschool-Abschluss in Los Angeles erreicht hatte, schrieb er den Song „To Know Him Is to Love Him“, dessen Titelzeile vom Grabstein seines Vaters stammt. Nach einer Hörprobe bei „ERA Records“ wurde in den Gold Star Studios für 75 US-Dollar eine Schallplatte aufgenommen. Veröffentlicht wurde die Single im August 1958. Es dauerte zwei Monate, bis sich die Platte in der Hitparade etablieren konnte.
Schließlich blieb der Song für dreiundzwanzig Wochen in den amerikanischen Top 100 (davon elf Wochen unter den Top Ten) und stand in der Zeit vom 1. Dezember bis 15. Dezember insgesamt drei Wochen auf Platz 1.
Damit hatte der 18-jährige Spector die zu diesem Zeitpunkt in den USA bestverkaufte Schallplatte geschrieben, arrangiert, gespielt, (mit-)gesungen und produziert.
Die folgenden Aufnahmen der Teddy Bears waren zwar qualitativ vergleichbar mit ihrem Debüt, verkauften sich aber schlecht und so löste Spector die Band innerhalb eines Jahres wieder auf.
Phil Spector war jedoch nicht der einzige der Band, der danach eine berühmte Karriere startete. Annette Kleinbard veröffentlichte unter dem Namen Carol Connors einige Songs und schrieb Lieder, darunter die 1977 für den Oscar nominierte Titelmelodie („Gonna Fly Now“) von Rocky.

## Diskografie

### Alben
- The Teddy Bears Sing! (1959)

### Singles
- To Know Him Is to Love Him (1. Dezember 1958)